# Phalloniscus punctatus
Phalloniscus punctatus är en kräftdjursart som först beskrevs av Thomson 1879.  Phalloniscus punctatus ingår i släktet Phalloniscus och familjen Dubioniscidae. Inga underarter finns listade i Catalogue of Life.